# اتسلبن
اتسلبن (به آلمانی: Etzleben) یک شهر در آلمان است که در کوفهویزرکرایس واقع شده‌است. اتسلبن ۳۱۱ نفر جمعیت دارد.